# Place de la Nation
De Place de la Nation ("Plein van de natie"), vroeger Place du Trône, daarna Place du Trône-Renversé, is een groot rond plein in de Franse hoofdstad Parijs, gelegen op de grens van het 11e en 12e arrondissement. Het plein is vernoemd naar de Franse natie. Centraal op het plein staat het monument Triomphe de la République met een standbeeld van Marianne, de personificatie van Frankrijk. Net buiten het plein staan aan weerszijden van de Cours de Vincennes twee hoge zuilen die de entree naar het plein markeren, de Barrière du Trône.
Het plein beslaat 5 hectare en behoort daarmee tot de grootste pleinen van Parijs, na de Place de la Concorde (8 ha) en vóór de Place Charles de Gaulle (4,5 ha). De Place de la Nation is voor een groot deel ingericht als verkeersplein. Het middendeel en een brede strook tussen de cirkelvormige rijbanen is verkeersvrij. Vooral het middendeel wordt gebruikt voor evenementen en demonstraties.

## Ligging, inrichting en bereikbaarheid
Het plein ligt op de rechteroever (Rive Droite) van de Seine in het oostelijk deel van Parijs. Op een afstand van minder dan 2 kilometer liggen in het zuidwesten de Gare de Lyon en het Parc de Bercy, in het noorden de begraafplaats Père-Lachaise en in het oosten de Boulevard Périphérique (Porte de Vincennes).
De vorm van het plein wordt bepaald door twee concentrische cirkelvormige rijbanen, waarop in stervorm een achttal grote lanen (boulevards en avenues) en enkele kleinere straten uitkomen.

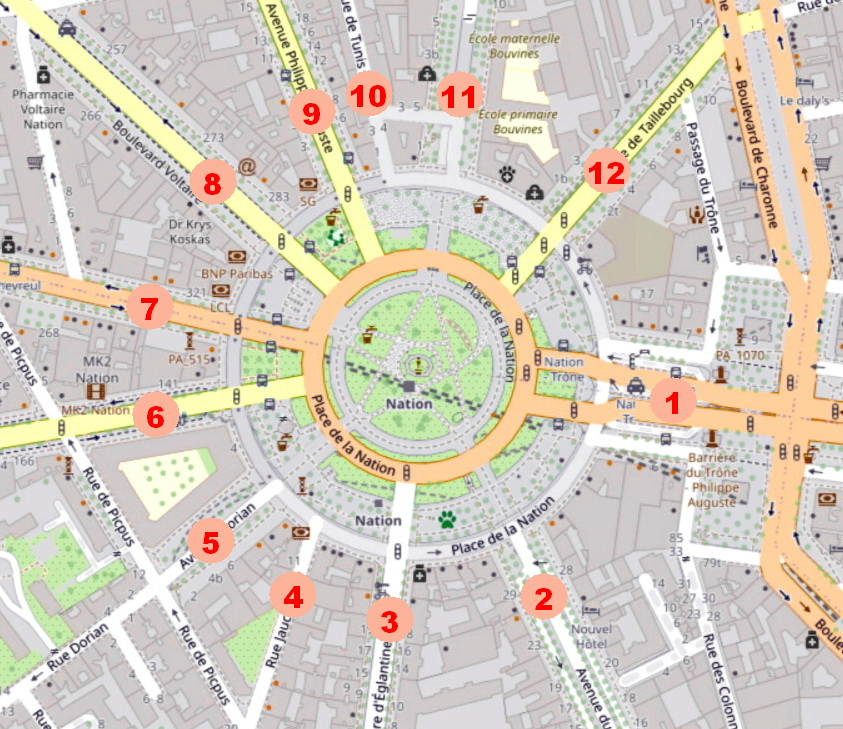
Place de la Nation, stratenplan

Vanaf de Avenue du Trône met de klok mee zijn dat:
1. Avenue du Trône
2. Avenue du Bel-Air
3. Rue Fabre-d'Églantine
4. Rue Jaucourt
5. Avenue Dorian
6. Boulevard Diderot
7. Rue du Faubourg-Saint-Antoine
8. Boulevard Voltaire
9. Avenue Philippe-Auguste
10. Rue de Tunis
11. Avenue de Bouvines
12. Avenue de Taillebourg

Twee van deze straten, de Rue du Faubourg-Saint-Antoine (7) en de in het verlengde daarvan gelegen Avenue du Trône (1), vormen de grens tussen de twee quartiers en arrondissementen die op het plein samenkomen: het gebied ten noorden van deze as behoort tot het Quartier Sainte-Marguerite (11e arrondissement); ten zuiden ervan ligt het Quartier Picpus (12e arrondissement).
Het gemotoriseerd verkeer maakt voornamelijk gebruik van de binnenste ring. Sinds de herinrichting van het plein in 2019 (als onderdeel van een reeks van zeven pleinen) zijn bepaalde segmenten van de buitenste ring enkel nog toegankelijk voor voetgangers en fietsers. De binnenste ring is toen in breedte teruggebracht van acht naar vier rijstroken, waardoor het parkachtig ingerichte middendeel, Jardin de Marianne geheten, groter is geworden ten voordele van voetgangers en fietsers. De wandelpaden in de Jardin de Marianne zijn aangelegd in de vorm van twee cirkels en een pentagram.
Onder het plein liggen twee stations:
- metrostation Nation, waar de  metrolijnen 1, 2, 6 en 9 halteren, en het daaronder gelegen
- treinstation Nation, waar RER-lijn A halteert.

## Geschiedenis

### Tot 1792: Place du Trône
Het gebied waar nu de Place de la Nation ligt was tot eind achttiende eeuw voornamelijk agrarisch. Behalve het oude dorp Picpus (Pique-Puce) lagen hier tussen de wijngaarden en tuinderijen enkele kloosters en instellingen die zich bezig hielden met onderwijs of bejaardenzorg. Het gebied werd aangeduid als Faubourg Saint-Antoine, de buiten de Porte Saint-Antoine gelegen voorstad.

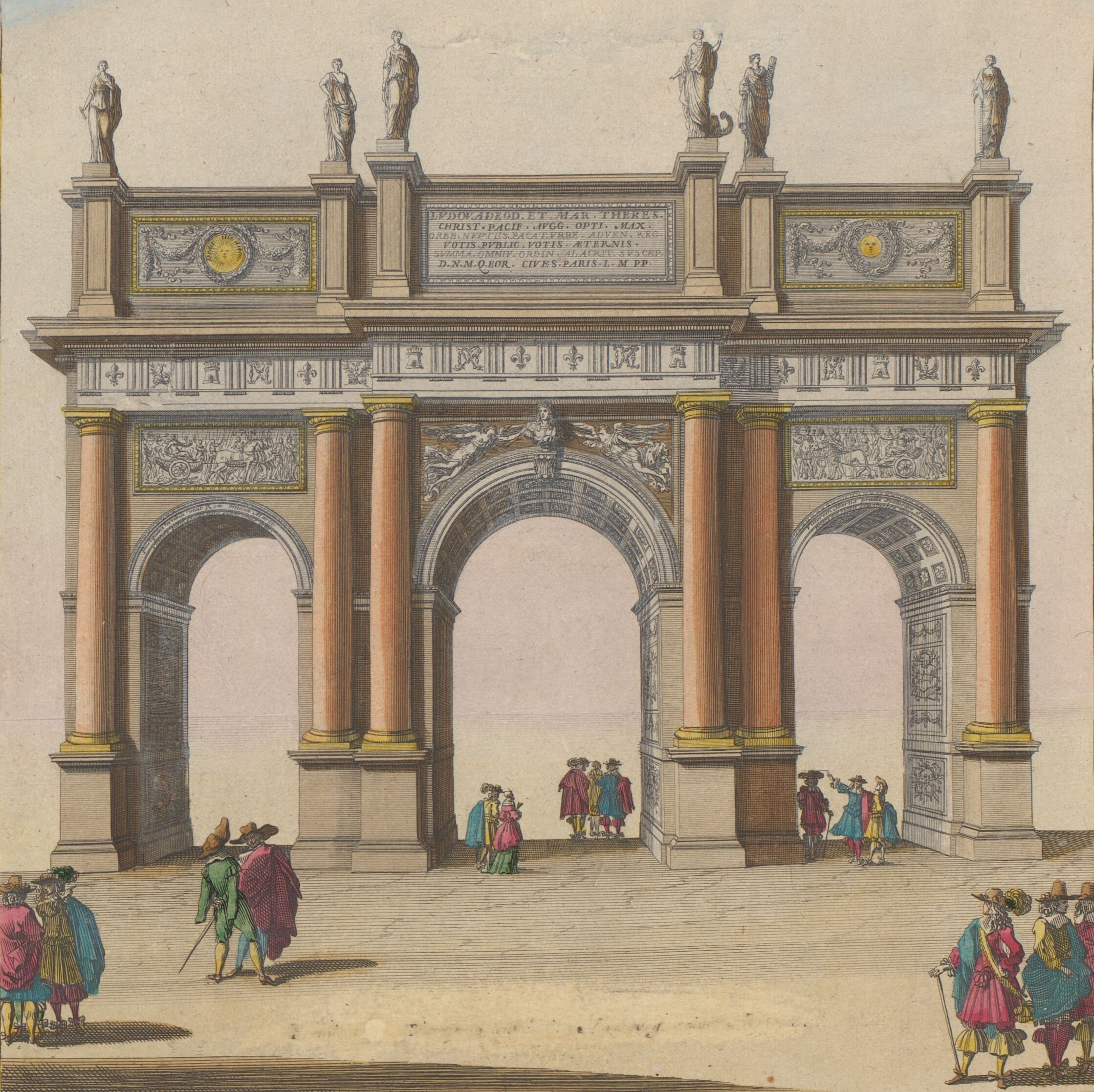
De tijdelijke triomfboog die in 1660 in de Faubourg Saint-Antoine werd opgericht (Jean Marot, 1662)

Op deze plek werd in 1660 een tijdelijke triomfboog gebouwd voor de plechtige ontvangst van koning Lodewijk XIV en Maria-Theresia van Spanje, die na hun bruiloft in Saint-Jean-de-Luz op 26 juli 1660 terugkeerden naar Parijs. Tevens werd ter plekke een troon opgesteld. De oorspronkelijke naam Place du Trône (Plein van de troon) verwijst naar deze gebeurtenis. Of er toen al sprake was van een echt plein is niet zeker. De oudste plattegrond waarop het plein is aangegeven dateert uit 1728 (plattegrond van Delagrive).
Om deze gebeurtenis blijvend te herdenken gaf Jean-Baptiste Colbert, de machtige eerste minister van Lodewijk XIV, opdracht tot de bouw van een permanente triomfboog op deze plek. In 1669 organiseerde hij een prijsvraag, waaraan Charles Le Brun en Claude Perrault deelnamen en die door laatstgenoemde werd gewonnen. Perraults ontwerp voorzag in een vijftig meter hoge triomfboog met drie openingen, bekroond met een ruiterstandbeeld van de koning. In feite leek het ontwerp sterk op dat van de tijdelijke boog uit 1660. De eerste steen voor de Arche de la Place du Trône werd gelegd op 4 augustus 1670. De werkzaamheden stopten echter omstreeks 1680, waarschijnlijk vanwege geldgebrek. De restanten werden in 1716 gesloopt.

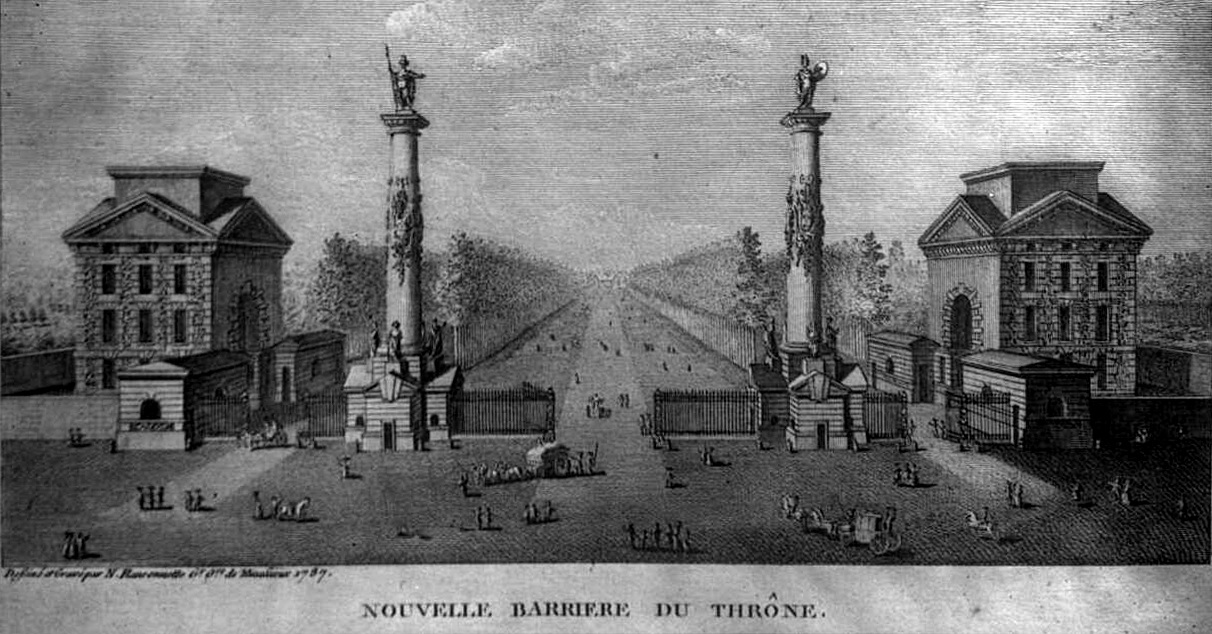
Barrière du Thrône (gravure, 1787)

Tussen 1785 en 1788 werd de Muur van de Belastingpachters (Mur des Fermiers généraux) om Parijs gebouwd. De functie van de 24 km lange stadsmuur was niet zozeer een defensieve (zoals de voorgangers ervan), maar een belastingtechnische: de muur maakte het mogelijk om octrooi te heffen op goederen die de stad in- en uitgingen. Bij de Place du Trône lag een grensbarrière, de Barrière du Trône, ontworpen door Claude Nicolas Ledoux. De barrière bestond uit twee imposante zuilen aan weerszijden van de weg, geflankeerd door twee betaalkantoren van de Ferme générale, de 'belastingdienst'. De bronzen standbeelden van Franse koningen werden pas in 1845 op de zuilen geplaatst.

### 1792-1880: Place du Trône-Renversé en opnieuw Place du Trône
Ten tijde van de Franse Revolutie was het plein nog deels onbebouwd. De bebouwing die er was lag vooral vooral aan de west- en noordzijde. Na de arrestatie van koning Lodewijk XVI werd het plein op 10 augustus 1792 omgedoopt tot Place du Trône-Renversé (Plein van de omvergeworpen troon).
Hier werd ook gedurende anderhalve maand een guillotine geïnstalleerd. Van 14 juni tot 27 juli 1794 werden op het plein 1306 terechtstellingen verricht, gemiddeld dertig per dag, meer dan op de Place de la Concorde. Tot de geëxecuteerden behoorden Frederik III van Salm-Kyrburg, Alexandre de Beauharnais en de zogenaamde martelaressen van Compiègne, zestien karmelietessen, wier droeve einde de componist Francis Poulenc inspireerde tot het componeren van de opera Dialogues des carmélites (1957). Een van de laatste slachtoffers was de schrijver-dichter André Chénier, die hier op 25 juli 1794 op 31-jarige leeftijd onder de valbijl stierf. De lijken werd begraven op het nabijgelegen cimetière de Picpus.

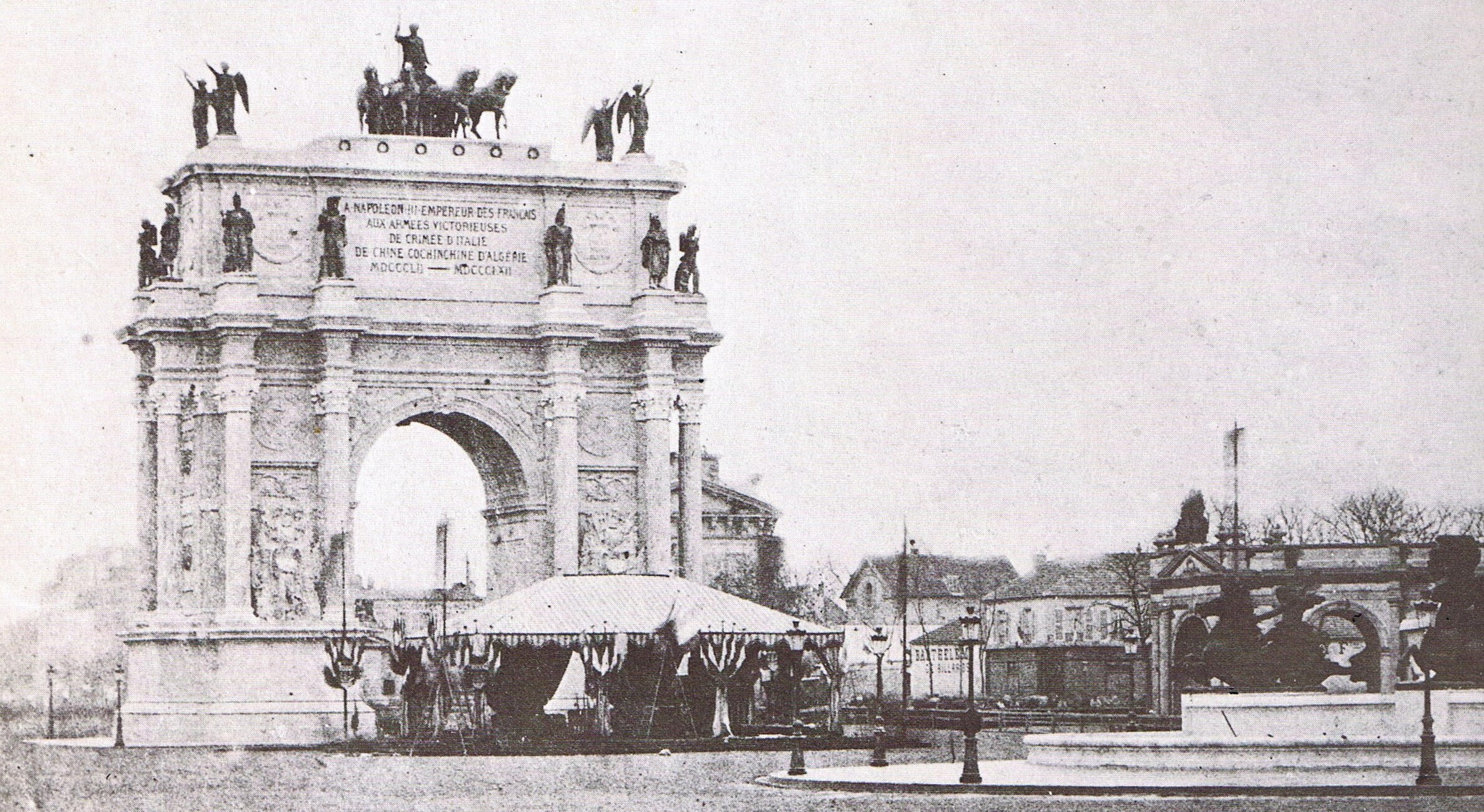
Gipsmodellen van Baltards triomfboog en, rechts, Horeau's portico en fontein (1862)

In 1841 stelde het gemeentebestuur voor om de oorspronkelijk voor de Place de la Bastille geplande Olifant van de Bastille in het midden van de Place du Trône-Renversé op te richten. Bij gebrek aan voldoende middelen werd het project in 1843 afgeblazen. Een reeks van onuitgevoerde megalomane projecten dateert uit de tijd van het Tweede Keizerrijk (1852-1870), toen het plein weer Place du Trône heette. Napoleon III wenste, in navolging van de Arc de Triomphe de l'Étoile, een triomfboog op te richten op het plein. Het monument, ontworpen door Victor Baltard, zou worden opgedragen aan de zegevierende Franse legers in de Krimoorlog (1853-1856), in de Italiaanse Veldtocht (1859), in Frans-Cochinchina en in Frans-Algerije. Een tweede project uit die tijd omvatte een door Hector Horeau ontworpen cirkelvormige colonnade van Toscaanse zuilen rond het plein, verder een triomfboogachtige portico en in het midden van het plein een fontein met een beeld van de Overwinning omringd door zeepaarden. Horeau stelde ook voor om de zuilen van Ledoux te dupliceren. Bij de opening van de Boulevard du Prince-Eugène (de huidige Boulevard Voltaire) in 1862 waren op de Place de la Nation gipsmodellen op ware grootte van deze ontwerpen te bewonderen, maar tot een definitieve uitvoering is het niet gekomen.

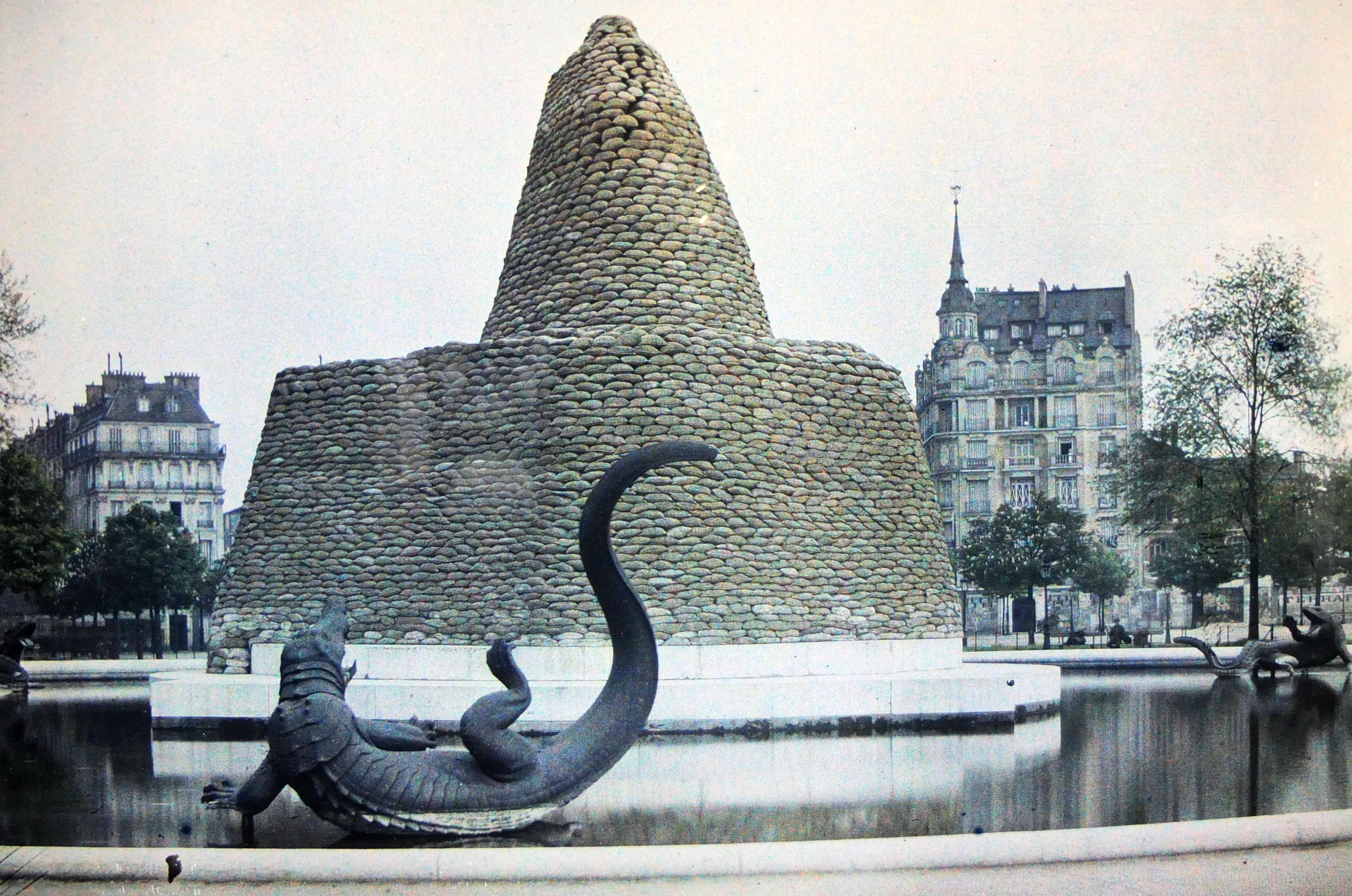
Bronzen krokodil bij de Triomphe de la République, i.v.m. de Eerste Wereldoorlog beschermd door zandzakken (1918)

### Na 1880: Place de la Nation
De huidige naam kreeg het plein op 2 juli 1880, enkele dagen voor de Franse nationale feestdag (14 juli). In 1889 werd het monument Triomphe de la République onthuld, ter gelegenheid van het eeuwfeest van de Franse Revolutie en de Wereldtentoonstelling van 1889. Het was aanvankelijk nog van verbronst gips. Pas in 1899 was de definitieve bronzen versie klaar. Vanaf 1909 stond het beeld in een vijver die versierd was met water spuwende, bronzen krokodillen. Deze beelden werden in 1942, tijdens de Tweede Wereldoorlog, op bevel van de Duitse bezetter omwille van het brons omgesmolten.
In de jaren 1960 was het plein de locatie van de Foire du Trône, een grote kermis. Deze werd later verplaatst naar de Pelouse de Reuilly. Op 22 juni 1963 organiseerde het tijdschrift Salut les copains een concert op het plein met zangers als Johnny Hallyday, Richard Anthony, Frank Alamo en enkele andere bekende artiesten uit die tijd. Er kwamen meer dan 150.000 jongeren op af en was daarmee een groot succes.

## Bezienswaardigheden

### Triomphe de la République
Midden op het plein staat het monument Triomphe de la République, een bronzen beeldengroep uit 1889 van de beeldhouwer Aimé-Jules Dalou. Het ontwerp uit 1879 was oorspronkelijk bedoeld voor de Place de la République, maar daar koos men uiteindelijk voor een ander ontwerp, het enigszins vergelijkbare Monument à la République. Het monument is 12 meter hoog, 22 meter breed en 8 meter diep.
Geplaatst op een wereldbol staat Marianne, het symbool van de Franse republiek, staande in een door leeuwen voortgetrokken strijdwagen. De leeuwen symboliseren het algemeen kiesrecht. Marianne draagt een Frygische muts, haar linkerhand rust op de fasces, haar rechterhand is uitgestrekt in een gebaar van pacificatie. Het standbeeld kijkt naar het westen, in de richting van de Place de la Bastille, de bakermat van de Franse Revolutie. Tevens wordt daarmee de zichtas benadrukt vanaf de Porte de Vincennes, via de Place de la Nation en de Place de la Bastille naar het hart van Parijs. Deze as is te vergelijken met de bekende Axe historique in het westen van Parijs en ligt min of meer in het verlengde daarvan.
Het beeld van Marianne wordt omgeven door verschillende allegorische figuren: de Vrijheid, die de leeuwen aanvoert en de vrijheidsvlam hoog houdt, de IJver of Werkzaamheid, gesymboliseerd door een smid die de strijdwagen voortduwt, geholpen door de Gerechtigheid (met de hand van justitie), en ten slotte de Overvloed, die de stoet afsluit door symbolisch vruchten van welvaart (in de vorm van rozen) te strooien. Putti begeleiden de hoofdfiguren.

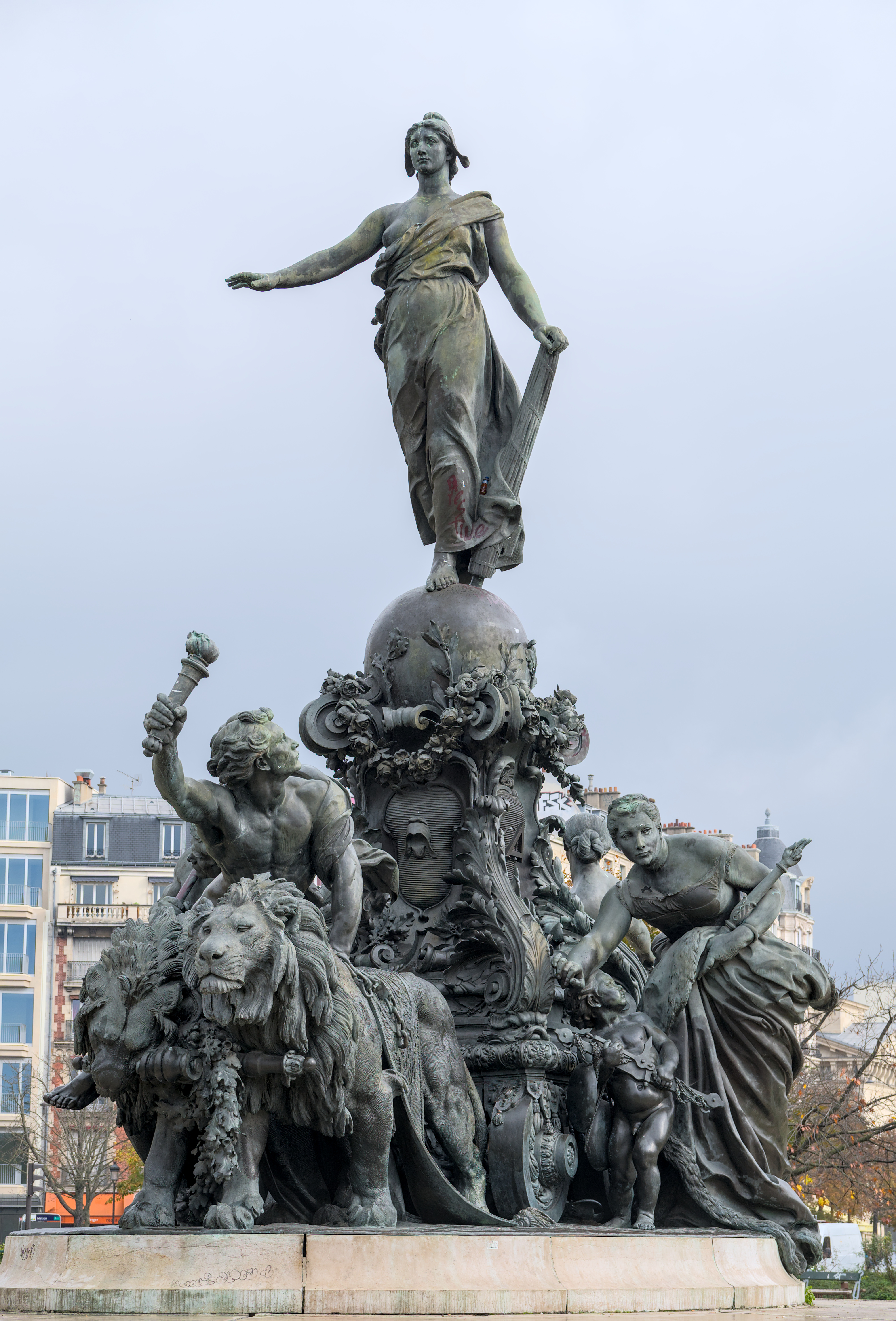
Overzicht beeldengroep
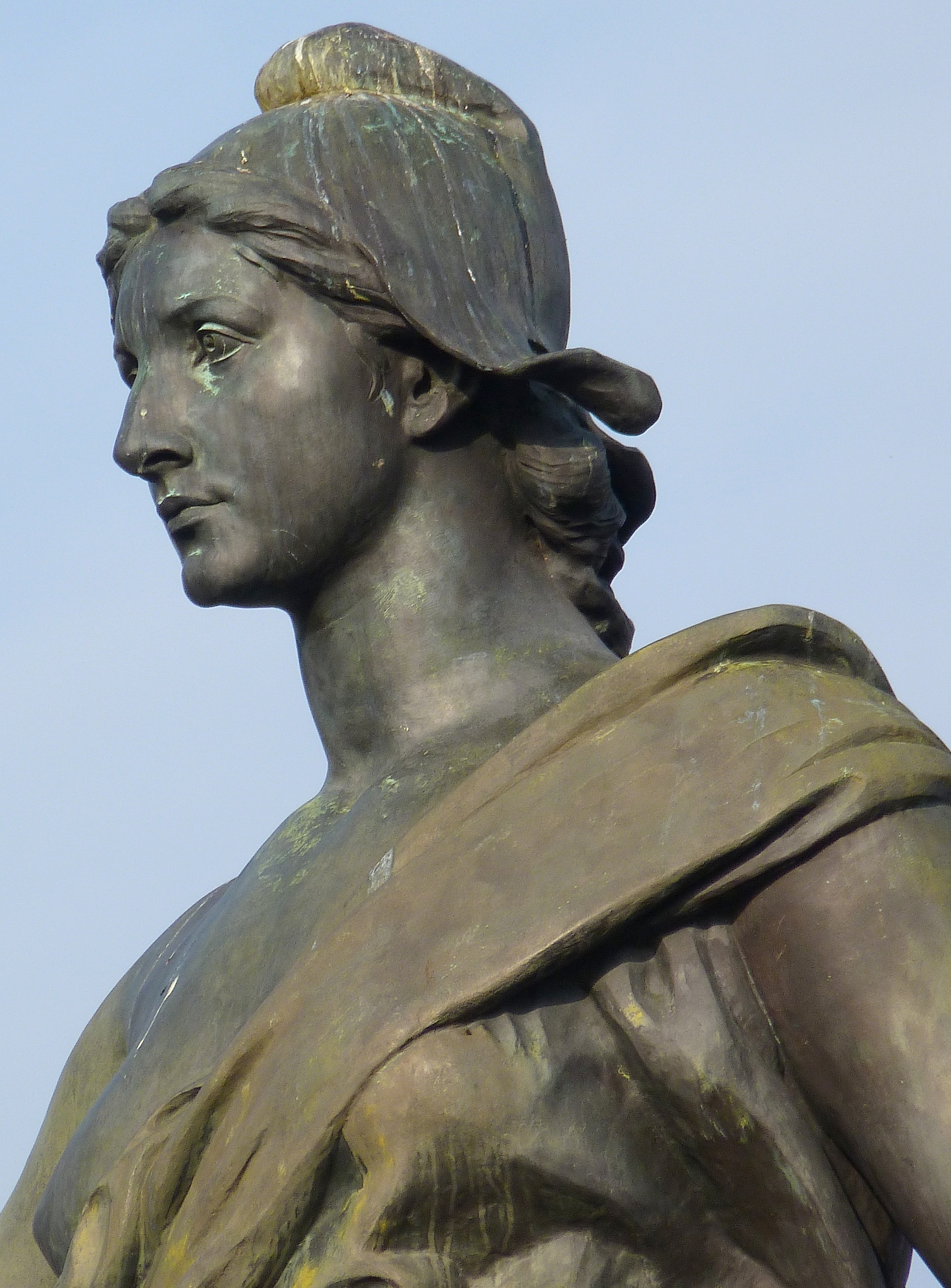
Detail Marianne
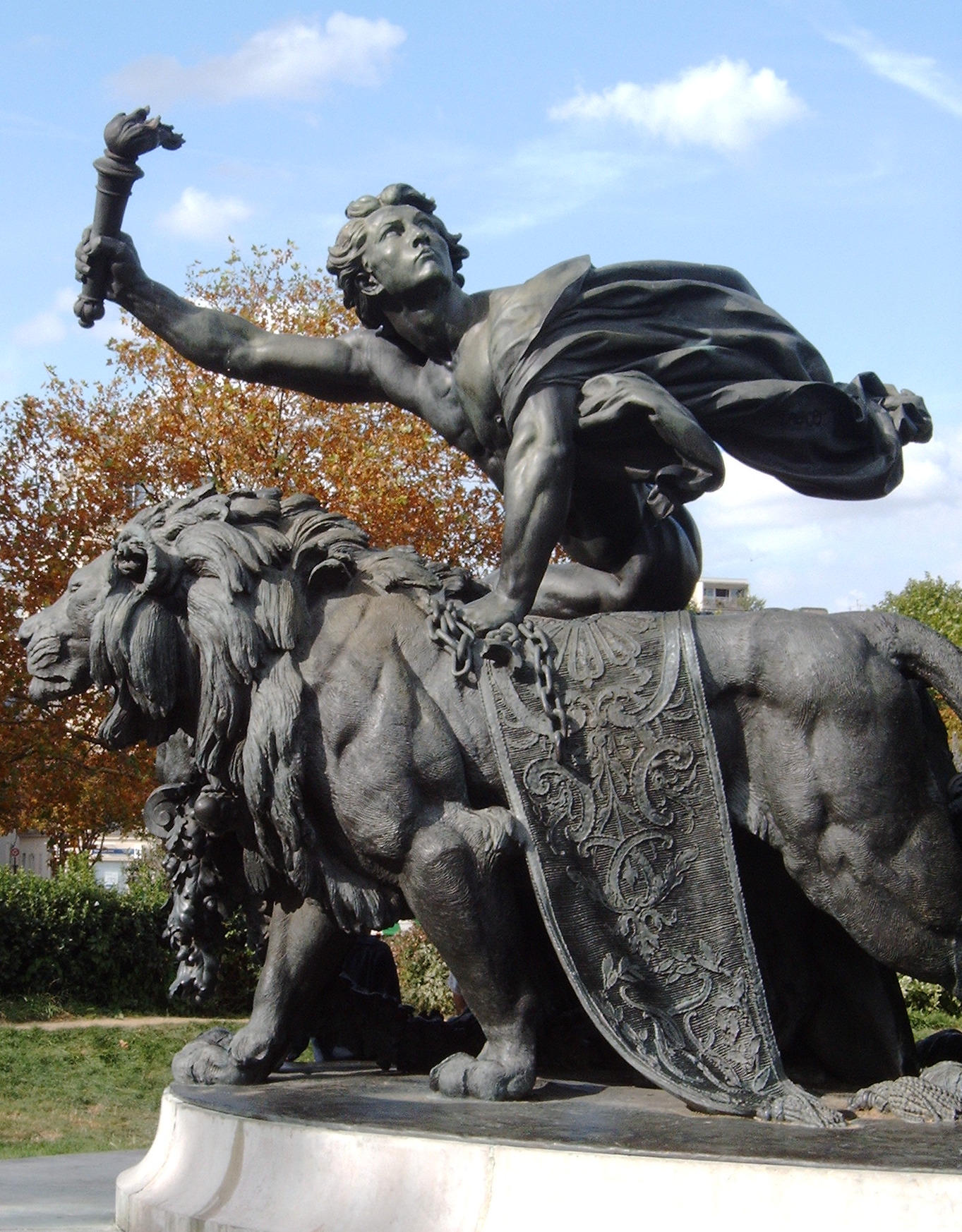
Vrijheid (met leeuwen)
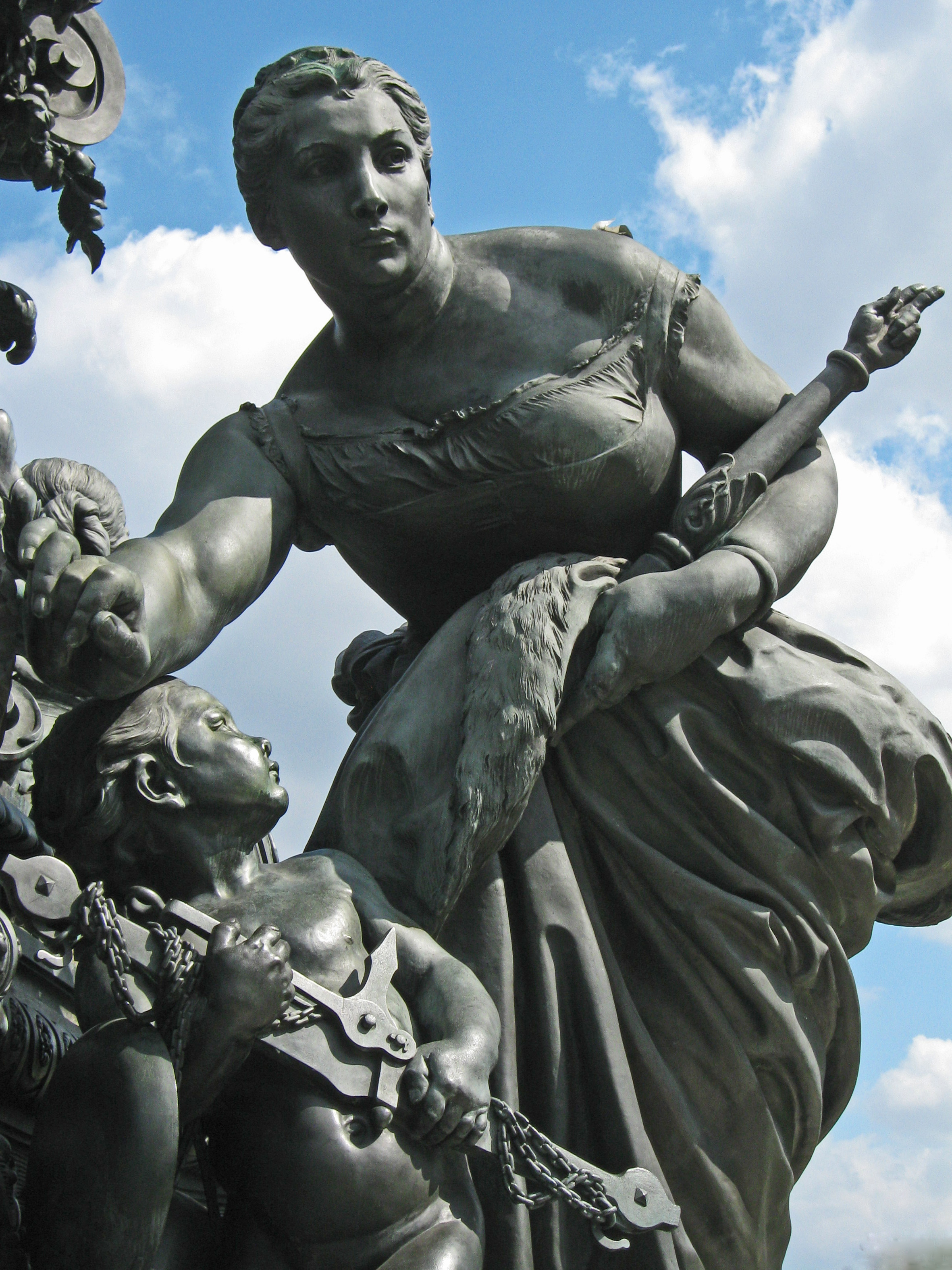
Gerechtigheid (met putto)
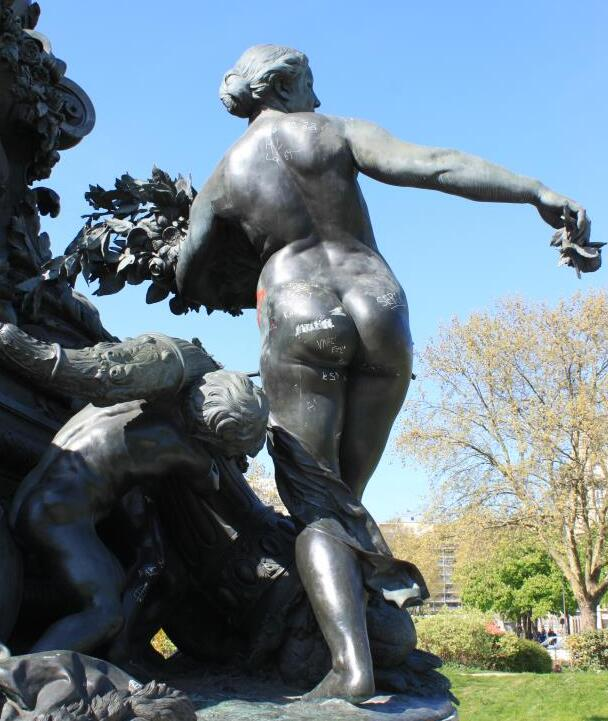
Overvloed (met putto)

### Barrière du Trône
Iets buiten de Place de la Nation gelegen, maar wel beeldbepalend voor het plein, bevindt zich de Barrière du Trône op het punt waar de slechts 100 m lange Avenue du Trône overgaat in de Cours de Vincennes. Het meest opvallende element is het zuilenpaar (colonnes de la Barrière du Trône), dat al van verre te zien is. Het complex is in 1787 gebouwd in neoclassicistische stijl naar plannen van de architect Claude-Nicolas Ledoux. Het omvat twee vierkante poortgebouwen van 60 bij 60 meter, die als voetstukken fungeren voor twee 28 meter hoge zuilen. De onderste delen van de gecanneleerde zuilen zijn rijk gebeeldhouwd, even als de frontons van de poortgebouwen. Pas in 1845 werden de 3,8 m hoge bronzen standbeelden boven op de zuilen geplaatst: op de noordelijke Lodewijk IX ("de Heilige"), door Antoine Étex, en op de zuidelijke zuil Filips II, door Auguste Dumont. De zuilen worden geflankeerd door twee identieke paviljoens, die oorspronkelijk de kantoren van de belastinginners huisvesten. Het ensemble is sinds 1907 geclassificeerd als monument historique.

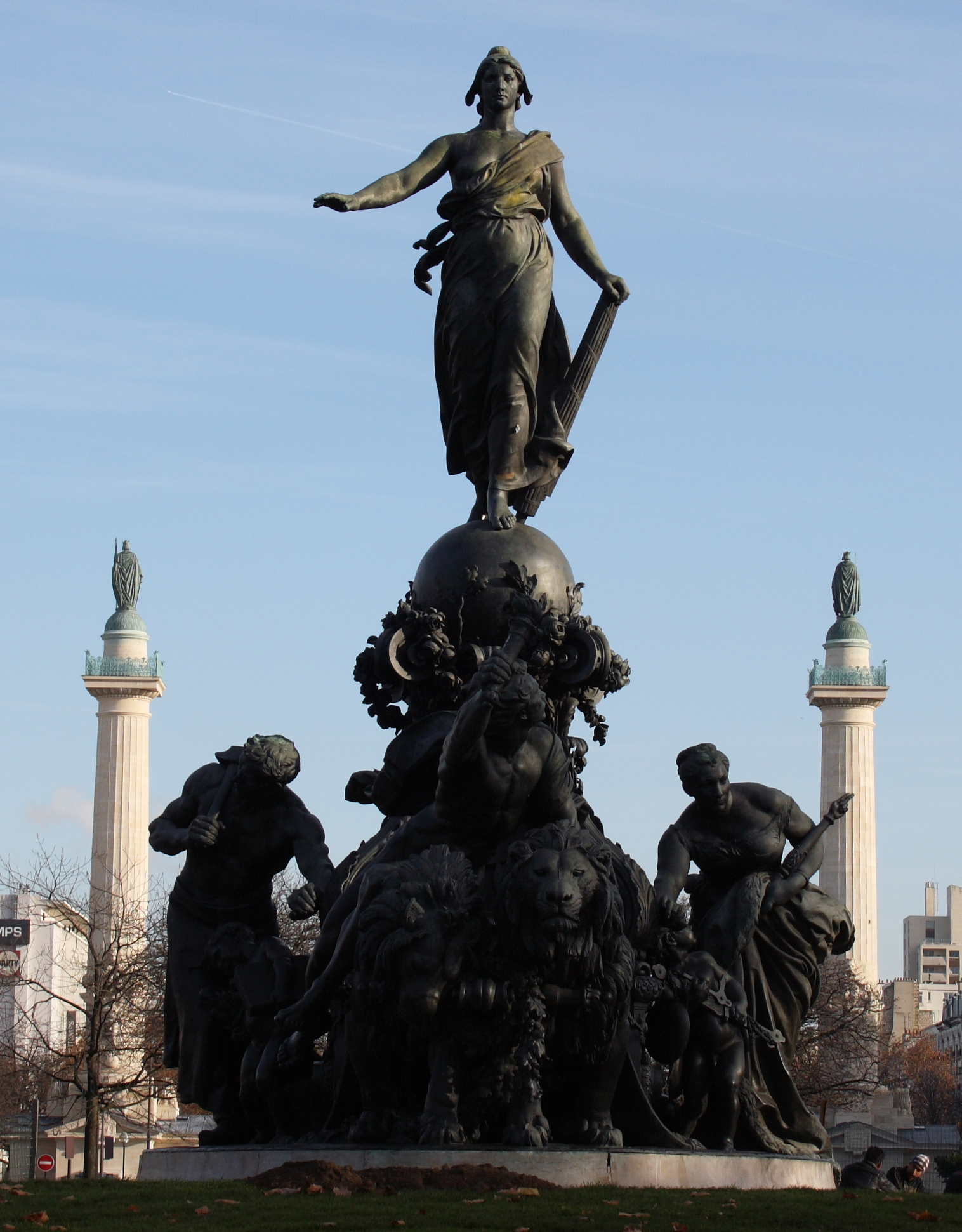
Marianne met Barrière du Trône
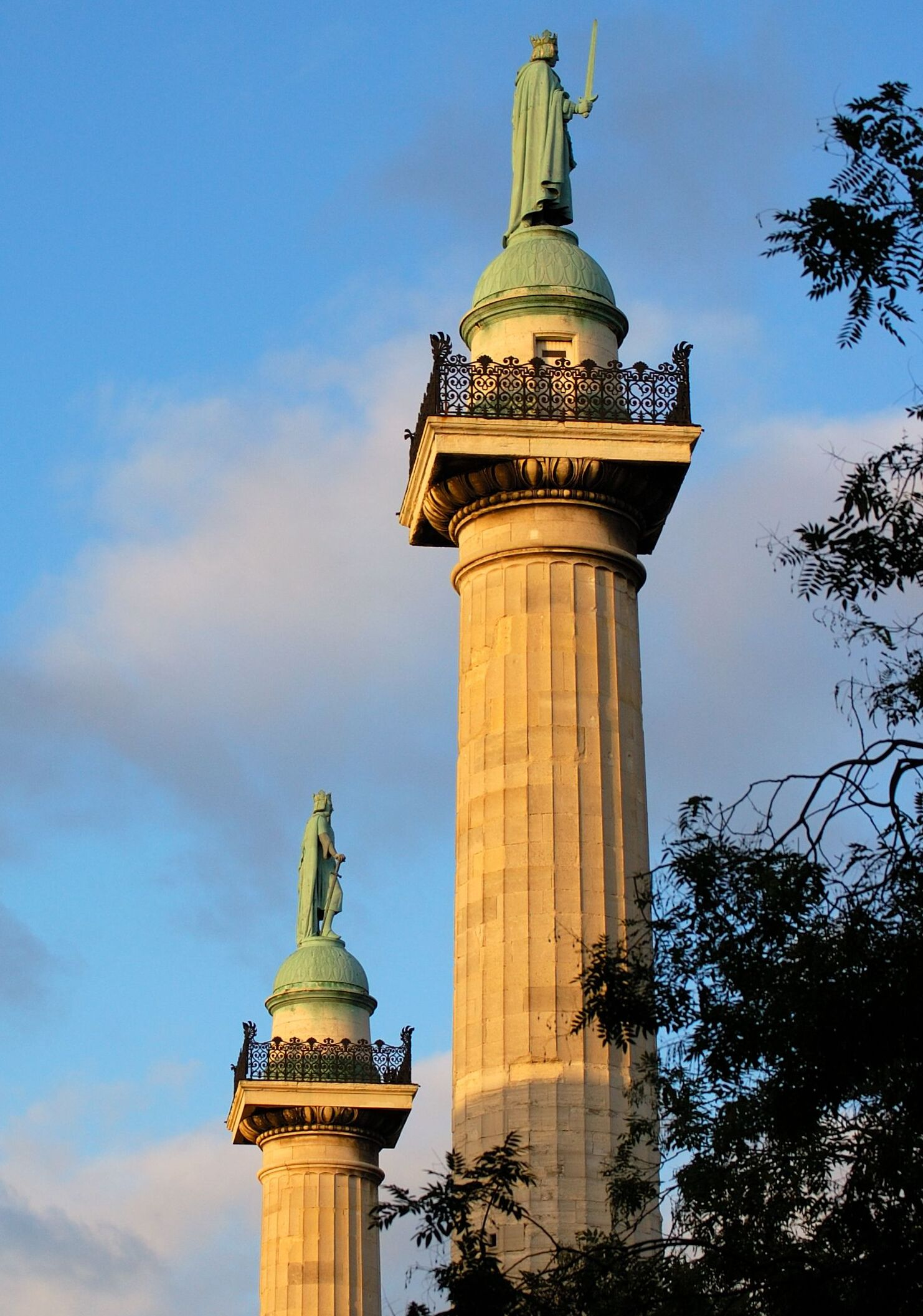
Zuilenpaar vanuit het zuiden
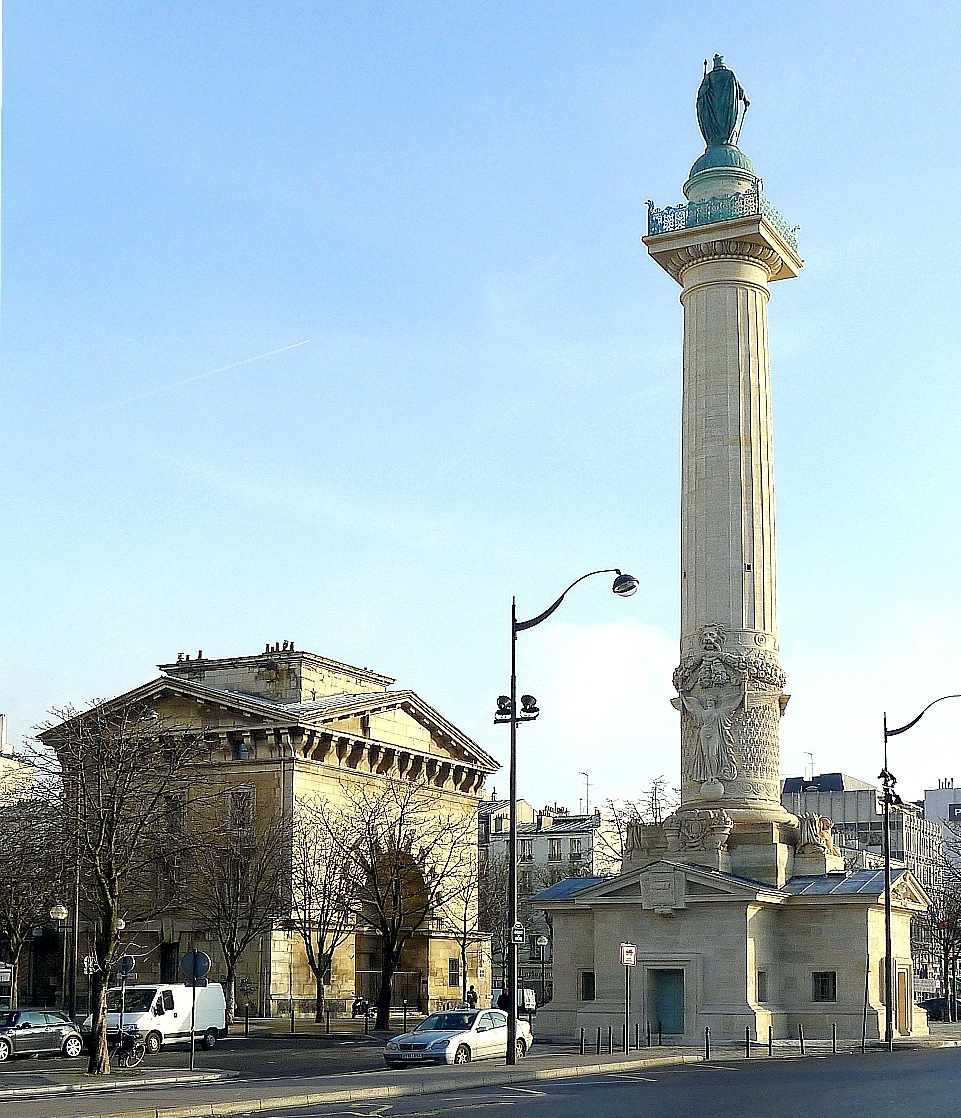
Noordelijke zuil en paviljoen
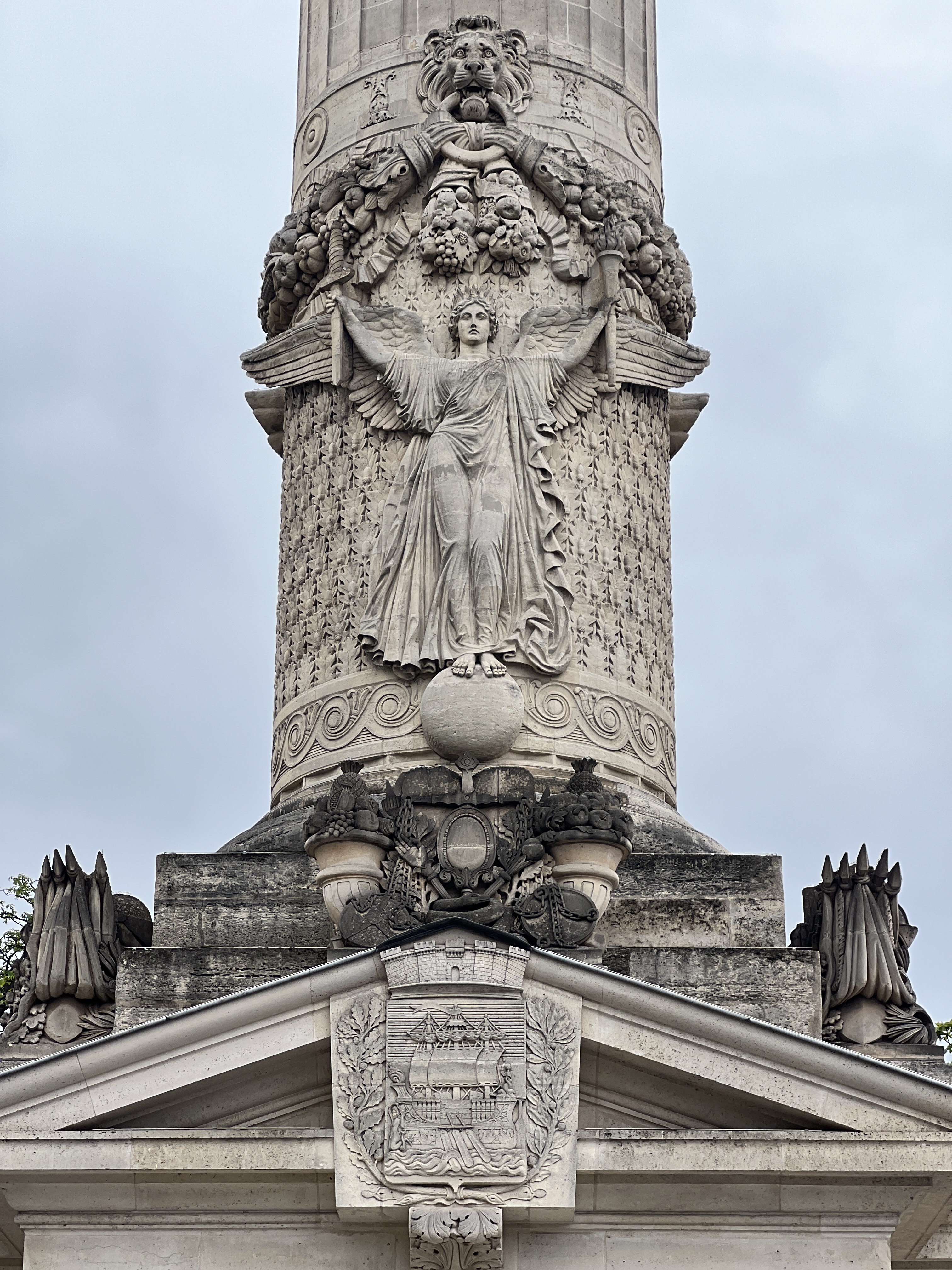
Fronton en zuilreliëfs
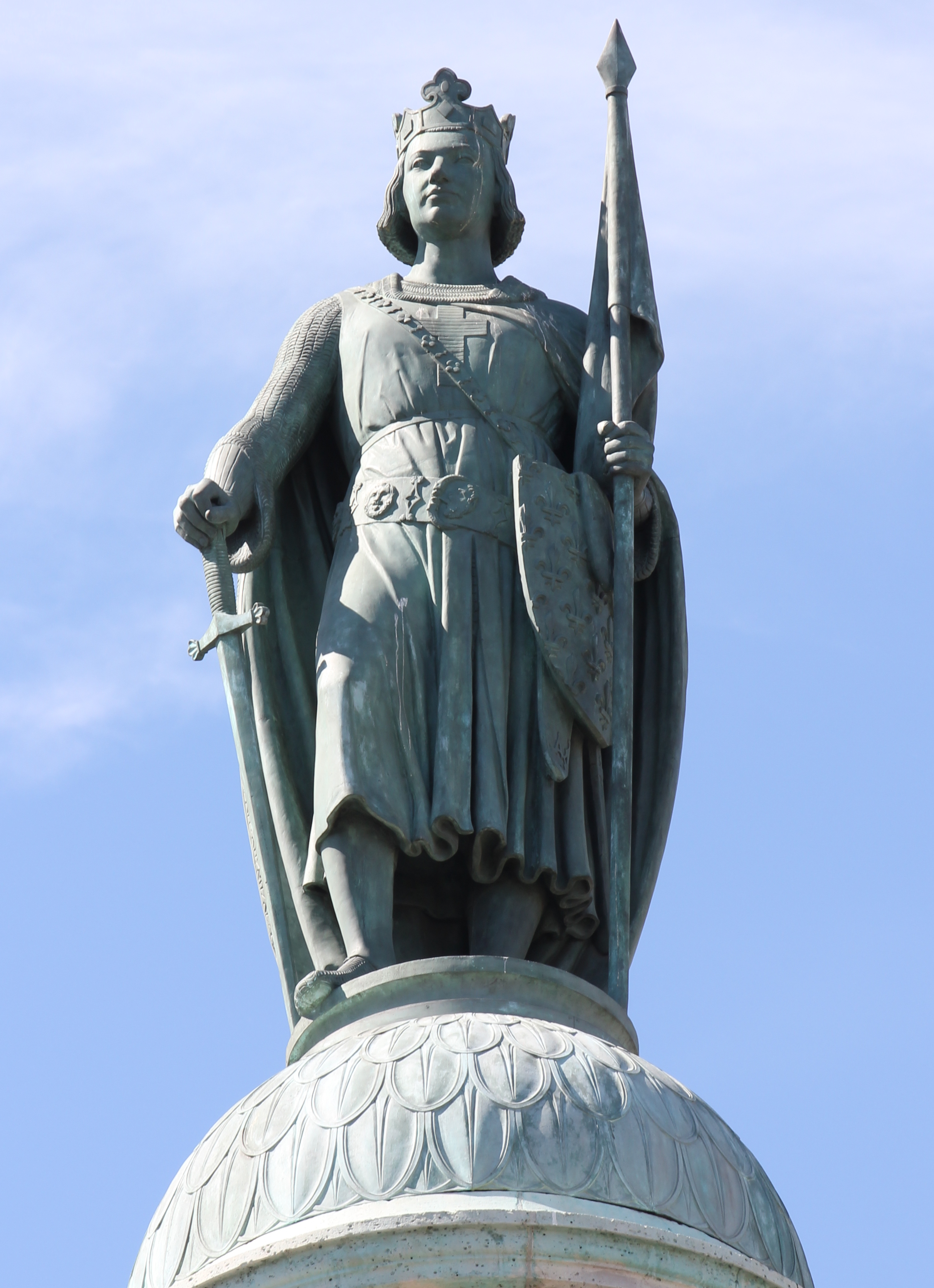
Standbeeld Lodewijk de Heilige

### Architectuur, straatmeubilair

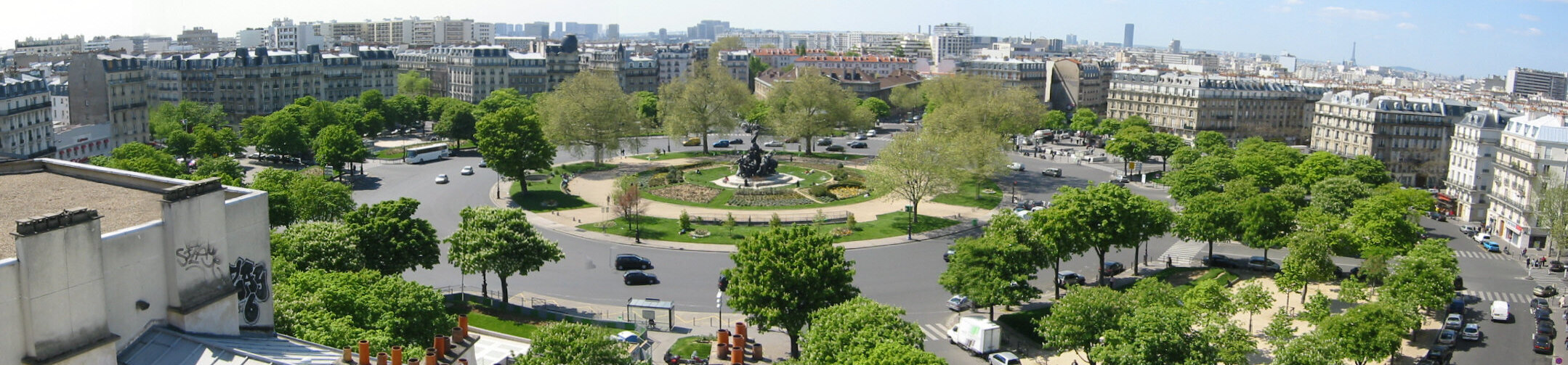
Panorama van het plein met de binnenste en buitenste ring (situatie voor 2018 met brede rijbanen); in het midden het standbeeld van Marianne

Van de bebouwing aan de Place de la Nation kunnen genoemd worden:
- Nr. 4: Lycée Arago, schoolgebouw uit 1880;
- Nr. 8: woongebouw uit 1901 van de architect L. Péchard;
- Nr. 11: woongebouw uit 1913 met ronde hoektoren, helmdak en torenspits;
- Nr. 12: woongebouw uit 1898 van de architect A. Avezard, op de hoek van de Rue Jaucourt;
- Nr. 15: modern kantoorpand op de hoek Avenue de Taillebourg, ontworpen door de architecten Olivier Camus en Lydéric Veauvy uit 2023.

Een deel van het oorspronkelijke straatmeubilair is in de loop der tijden vervangen door eigentijdse ontwerpen. Toch zijn er nog vrij veel lantaarnpalen, bankjes, hekwerken, kiosken, straatnaambordjes en metrobordjes in de bekende Parijse fin-de-sièclestijl, ook al betreft het soms moderne kopieën.

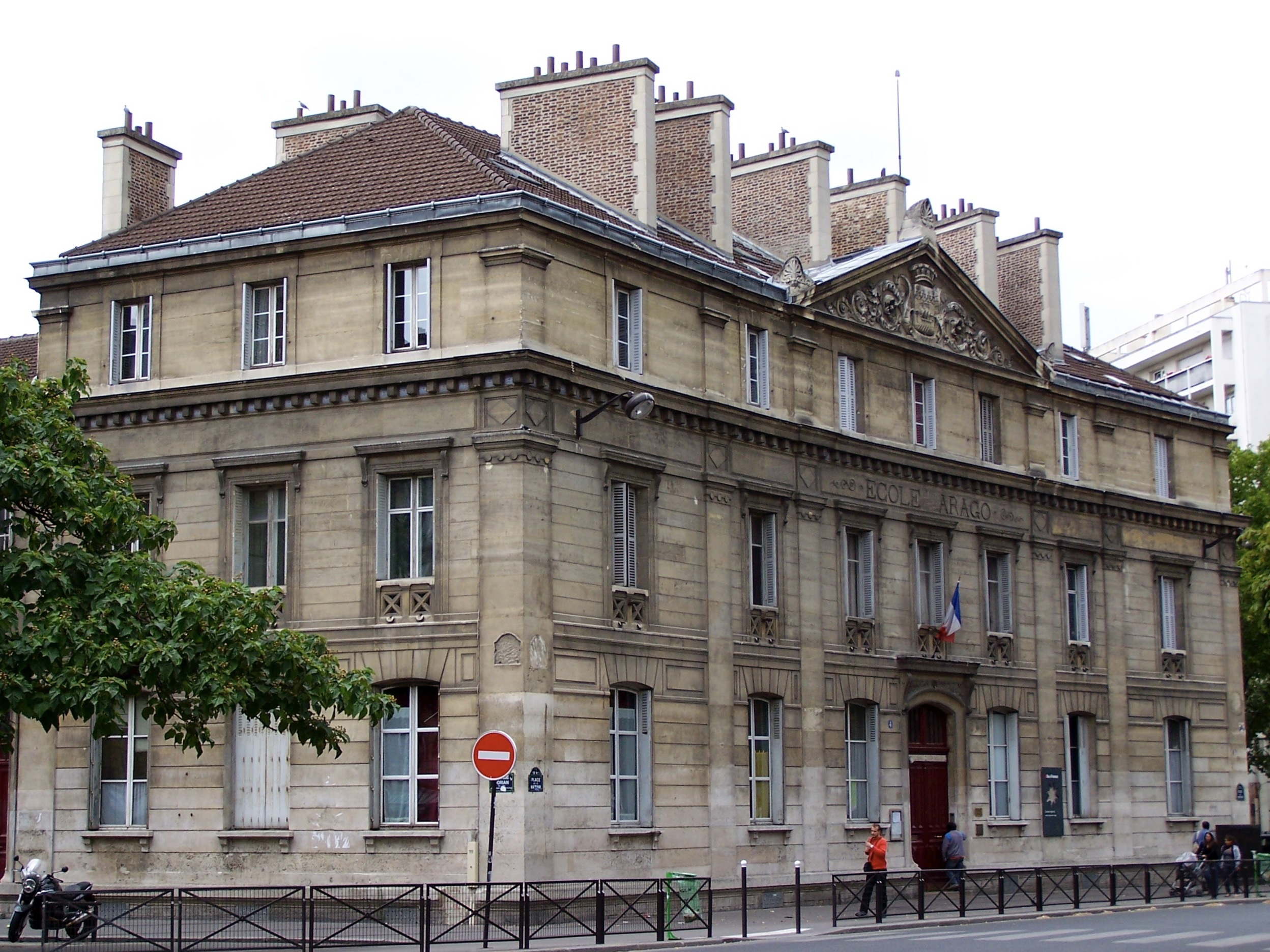
Lycée Arago
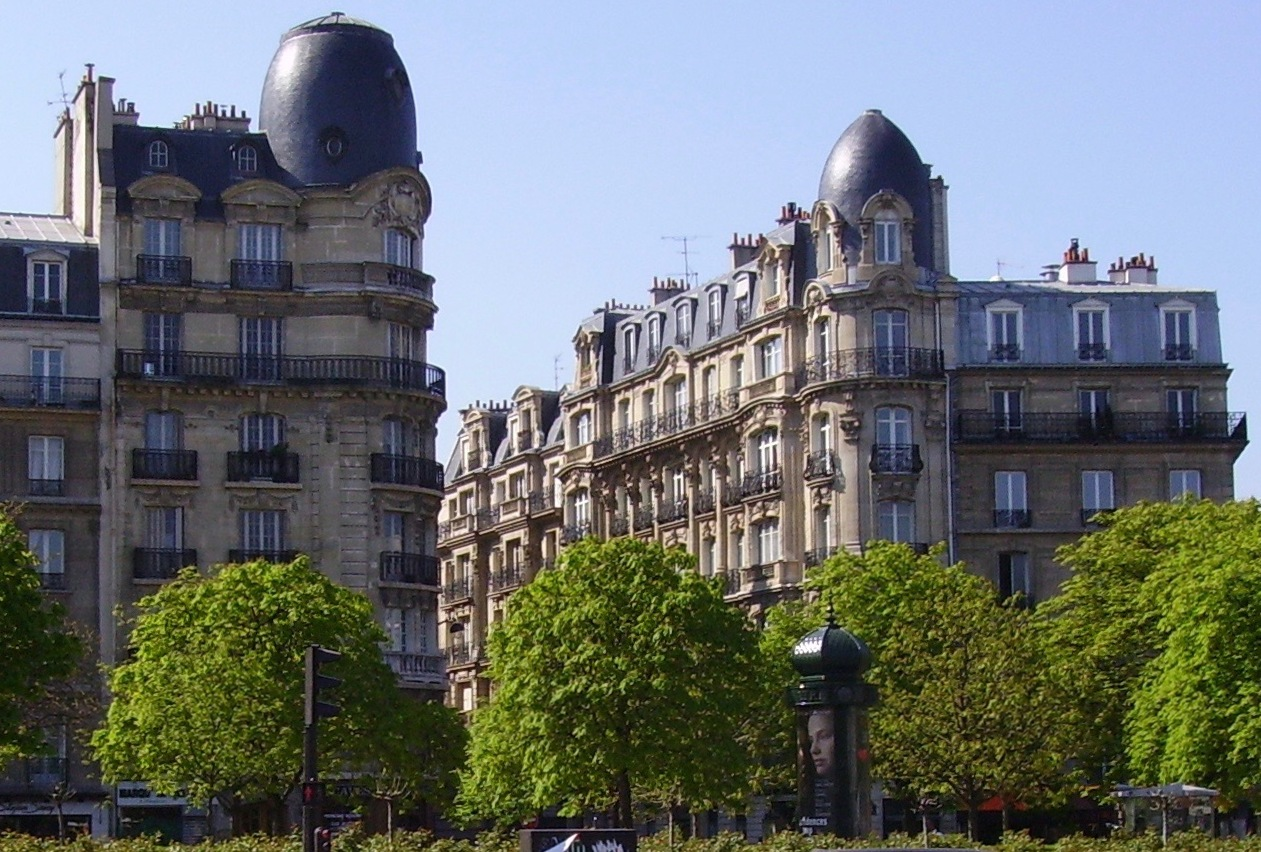
Hoekbebouwing Rue Jaucourt
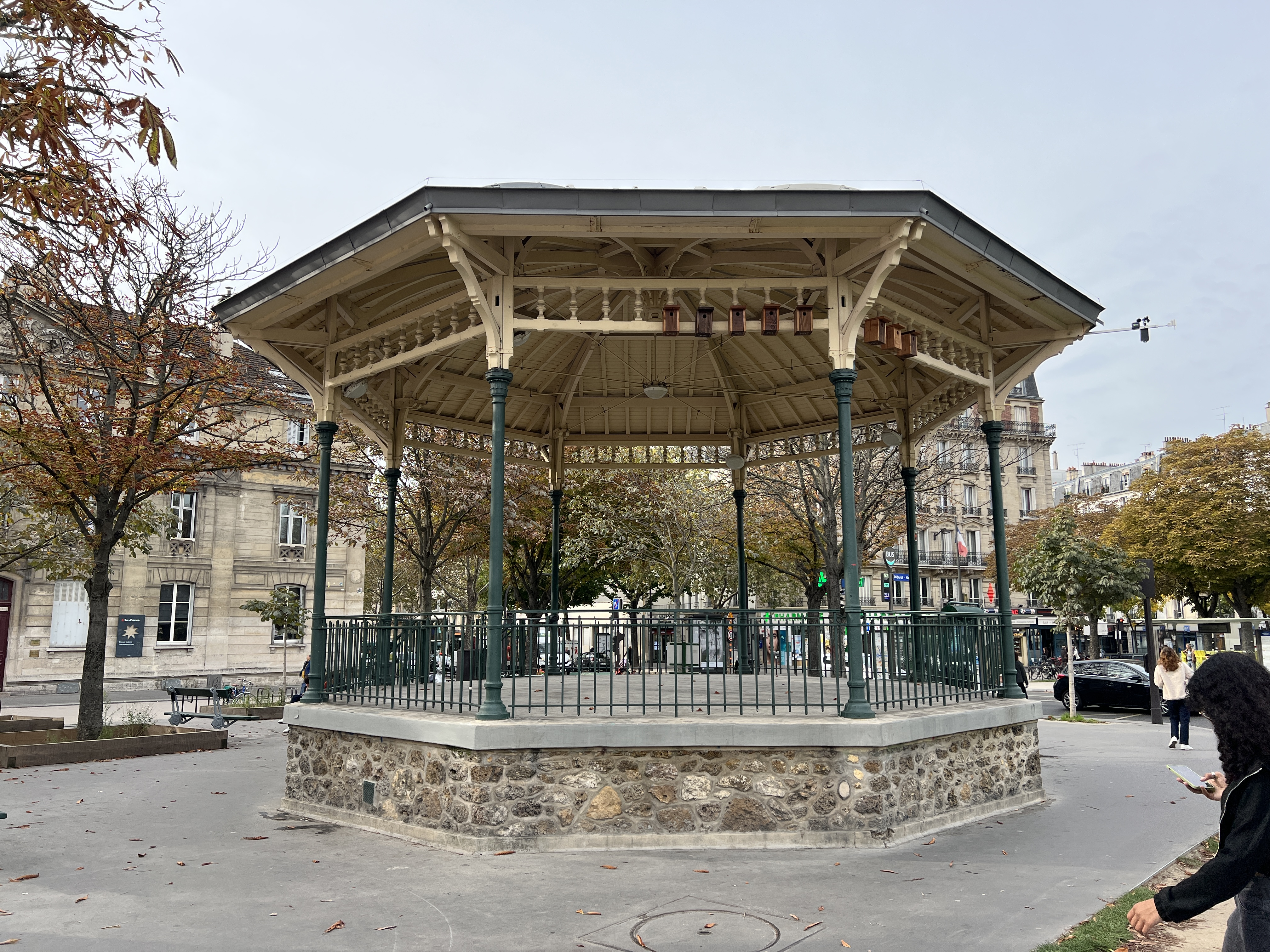
Muziekkiosk
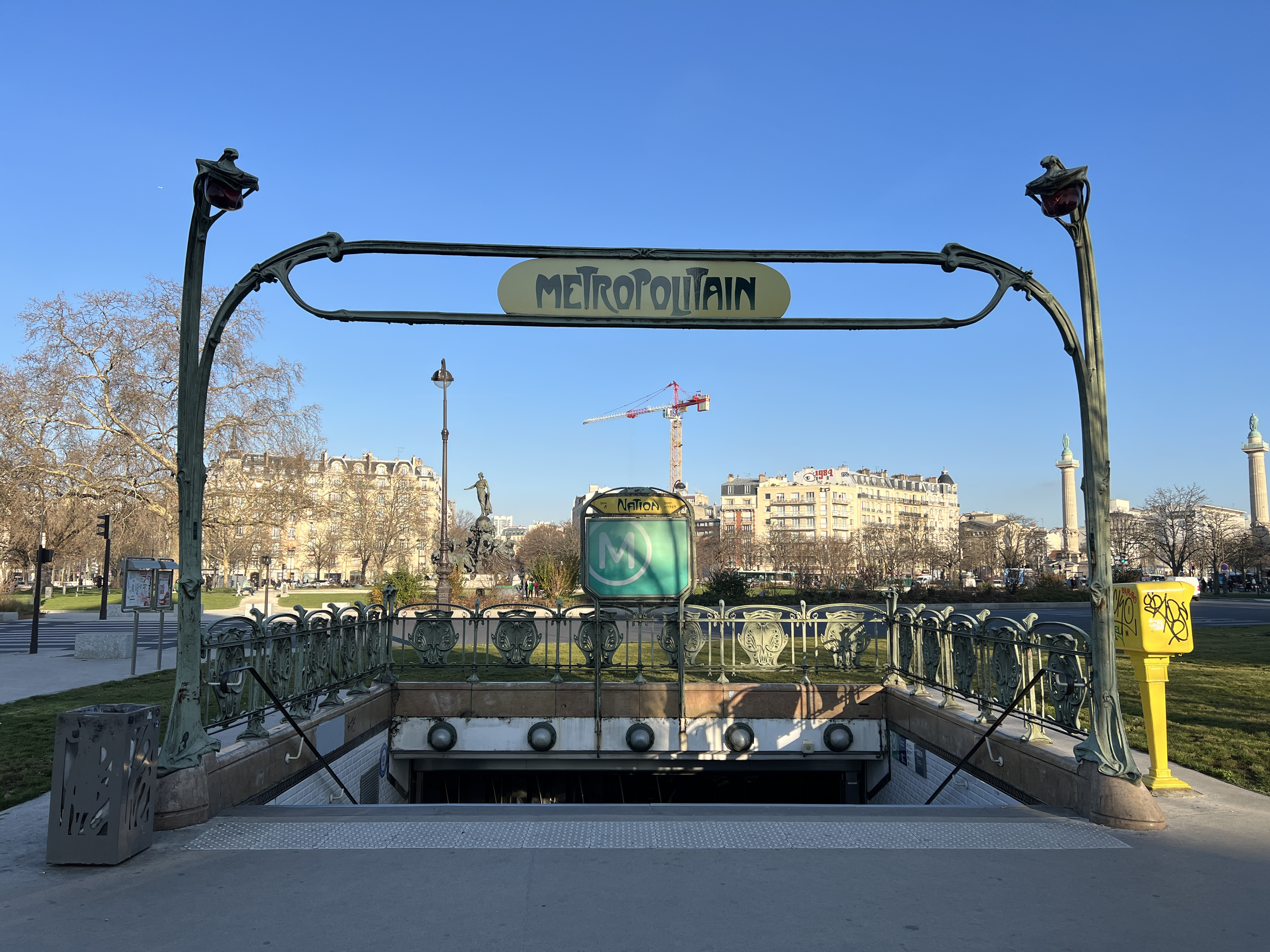
Metro-ingang
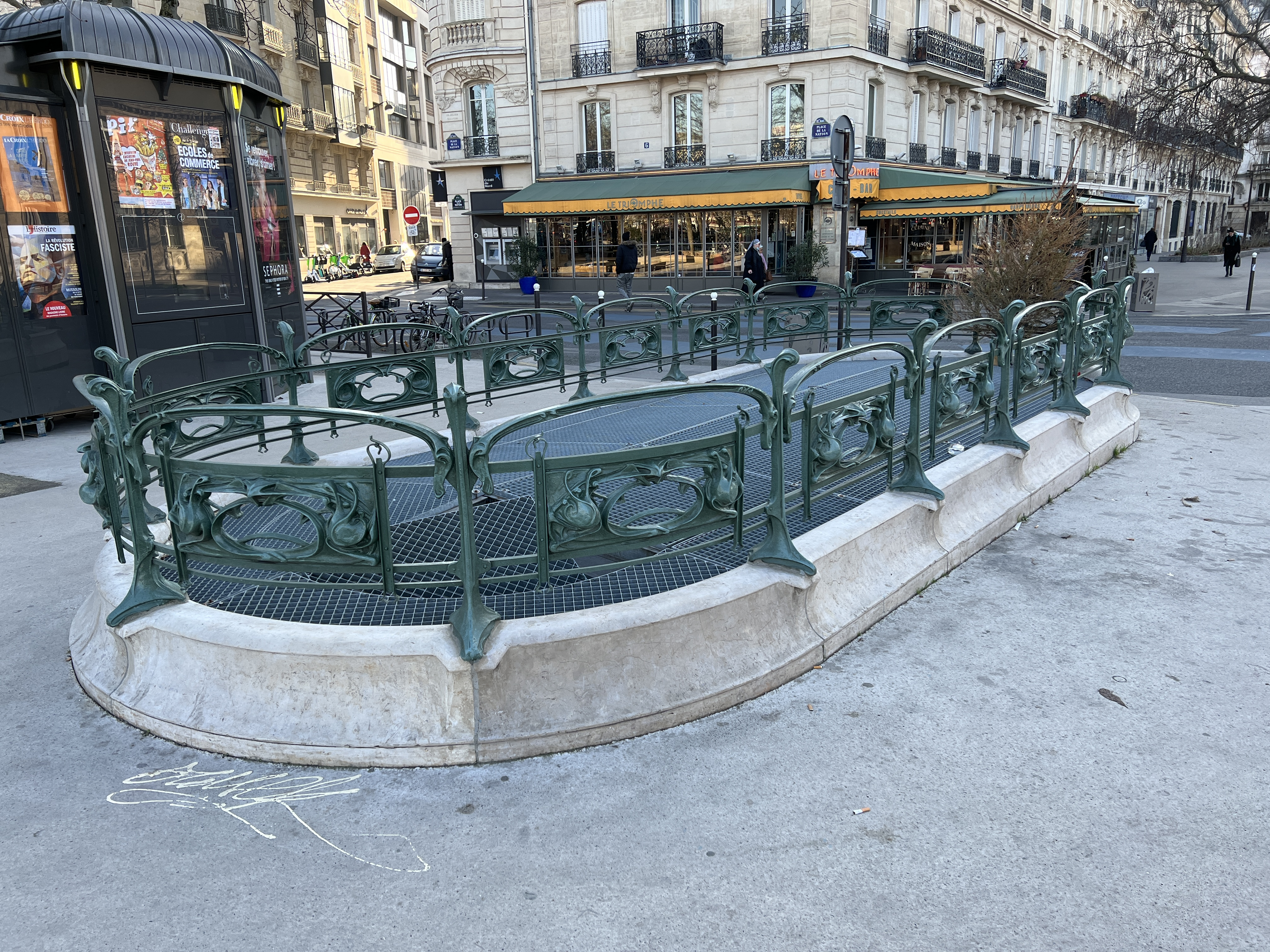
Metro-ventilatieschacht